# 개진면
개진면(開津面)은 대한민국 경상북도 고령군의 동부에 위치한 면이다.

## 행정 구역
| 법정리 | 한자명 | 행정리           | 비고            |
| ------ | ------ | ---------------- | --------------- |
| 개포리 | 開浦里 | 개포1리, 개포2리 | 면사무소 소재지 |
| 구곡리 | 九谷里 | 구곡1리, 구곡2리 |                 |
| 반운리 | 盤雲里 | 반운리           |                 |
| 부리   | 釜里   | 부1리, 부2리     |                 |
| 생리   | 省里   | 생리             |                 |
| 신안리 | 新安里 | 신안리           |                 |
| 양전리 | 良田里 | 양전1리, 양전2리 |                 |
| 오사리 | 吾士里 | 오사1리, 오사2리 |                 |
| 옥산리 | 玉山里 | 옥산1리, 옥산2리 |                 |
| 인안리 | 仁安里 | 인안1리, 인안2리 |                 |
| 직리   | 直里   | 직1리, 직2리     |                 |

## 교육
- 개진초등학교 (오사리)
  - 영동분교 (폐교) - 개진면 개경포로 1534 (생리)
- 직동초등학교 (폐교) - 개진면 개경포로 160 (직리)